# Hedstövslända
Hedstövslända (Hemineura dispar) är en insektsart som beskrevs av Tetens 1891. Hedstövslända ingår i släktet Hemineura, och familjen fransgaffelstövsländor. Arten är reproducerande i Sverige.